# Vollschiff

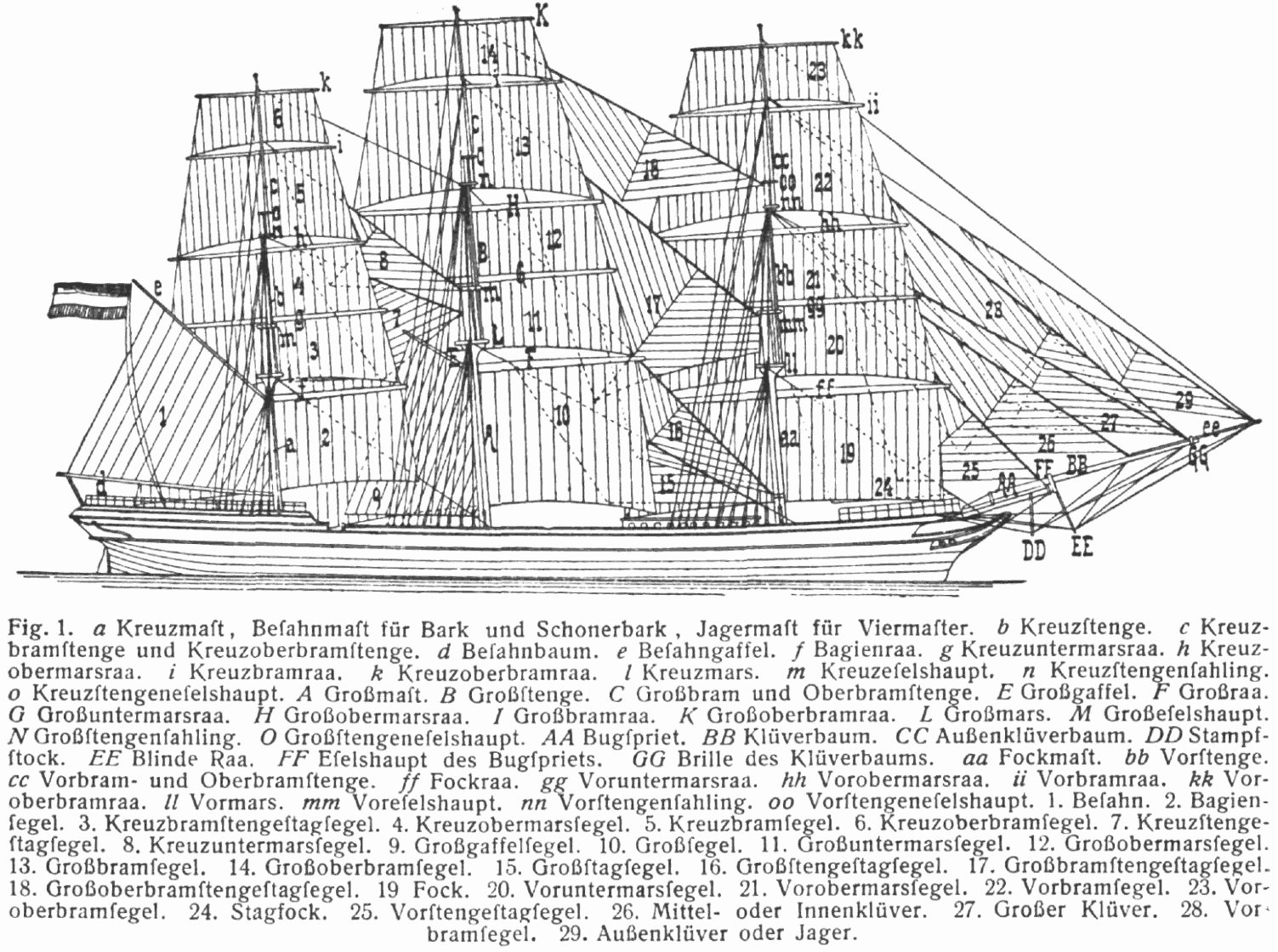
Das Rigg eines Vollschiffes mit Bezeichnung der Segel und Masten (die Nummern 3 und 8 sind leider vertauscht)

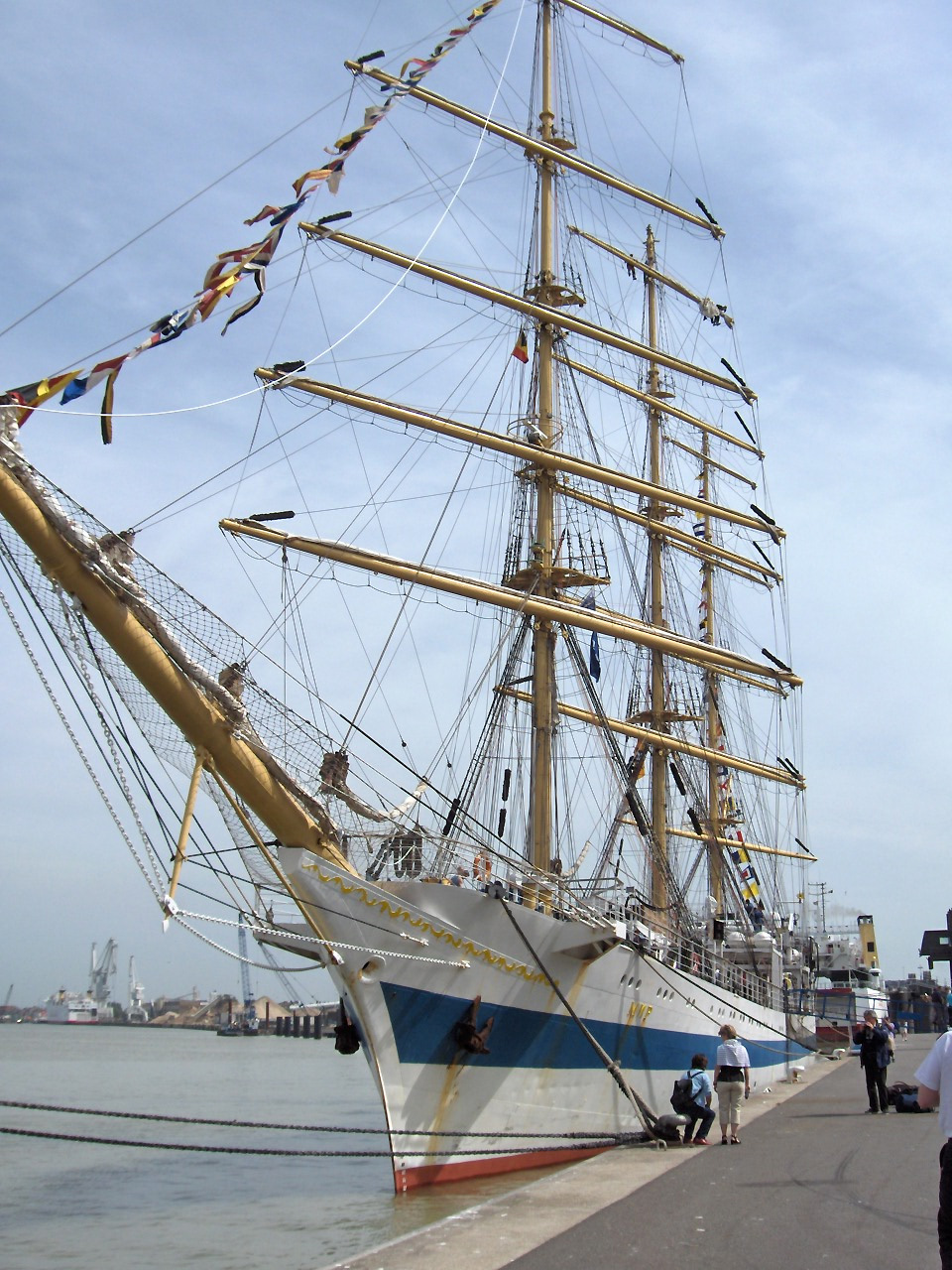
Segelschulschiff Mir

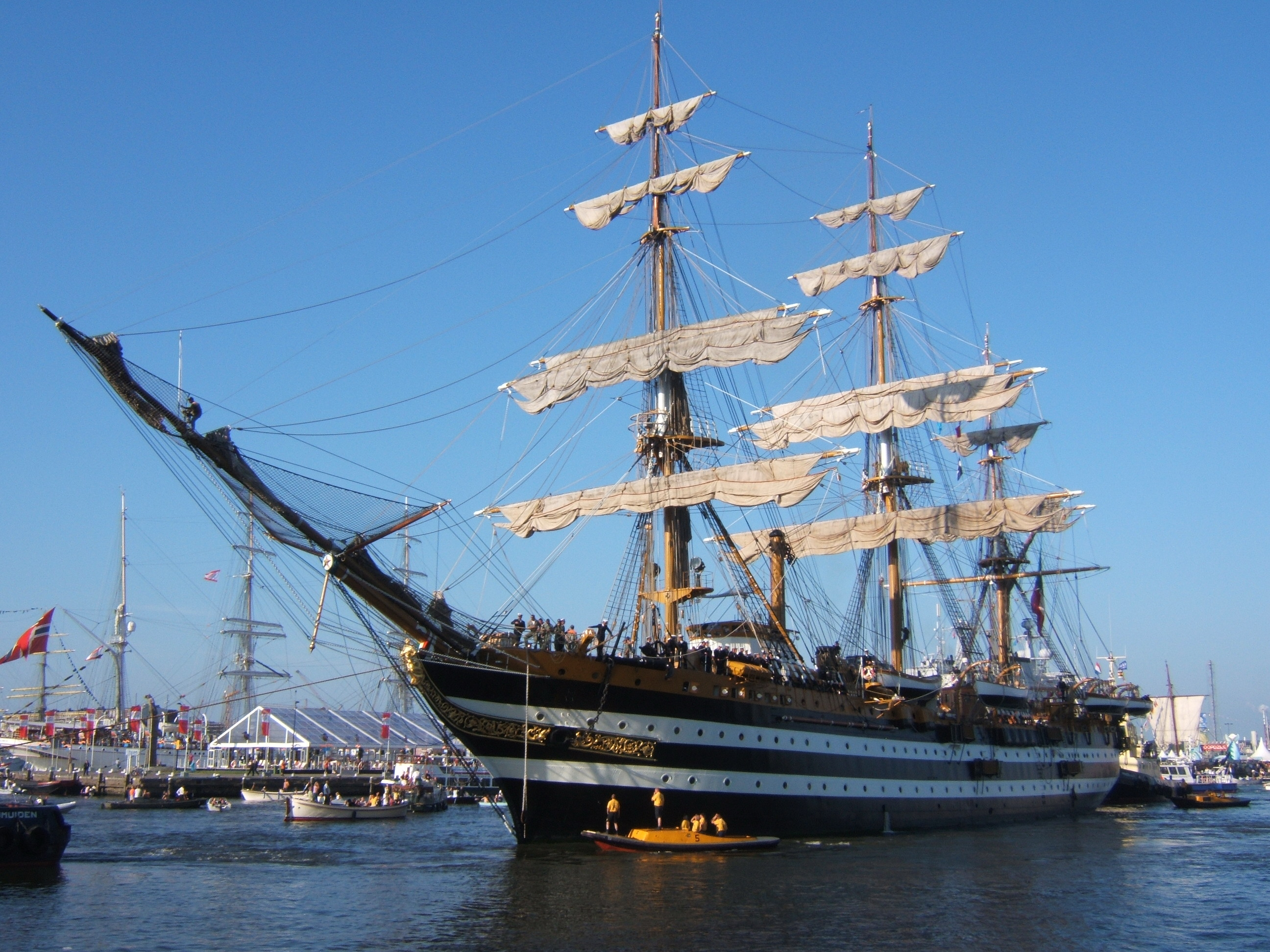
Die Amerigo Vespucci bei der Sail Amsterdam 2005

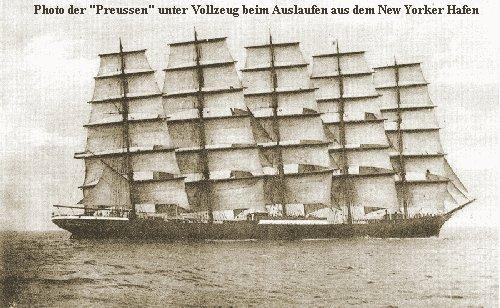
Die Preußen unter Vollzeug beim Auslaufen aus dem New Yorker Hafen (Fotografie von 1908)

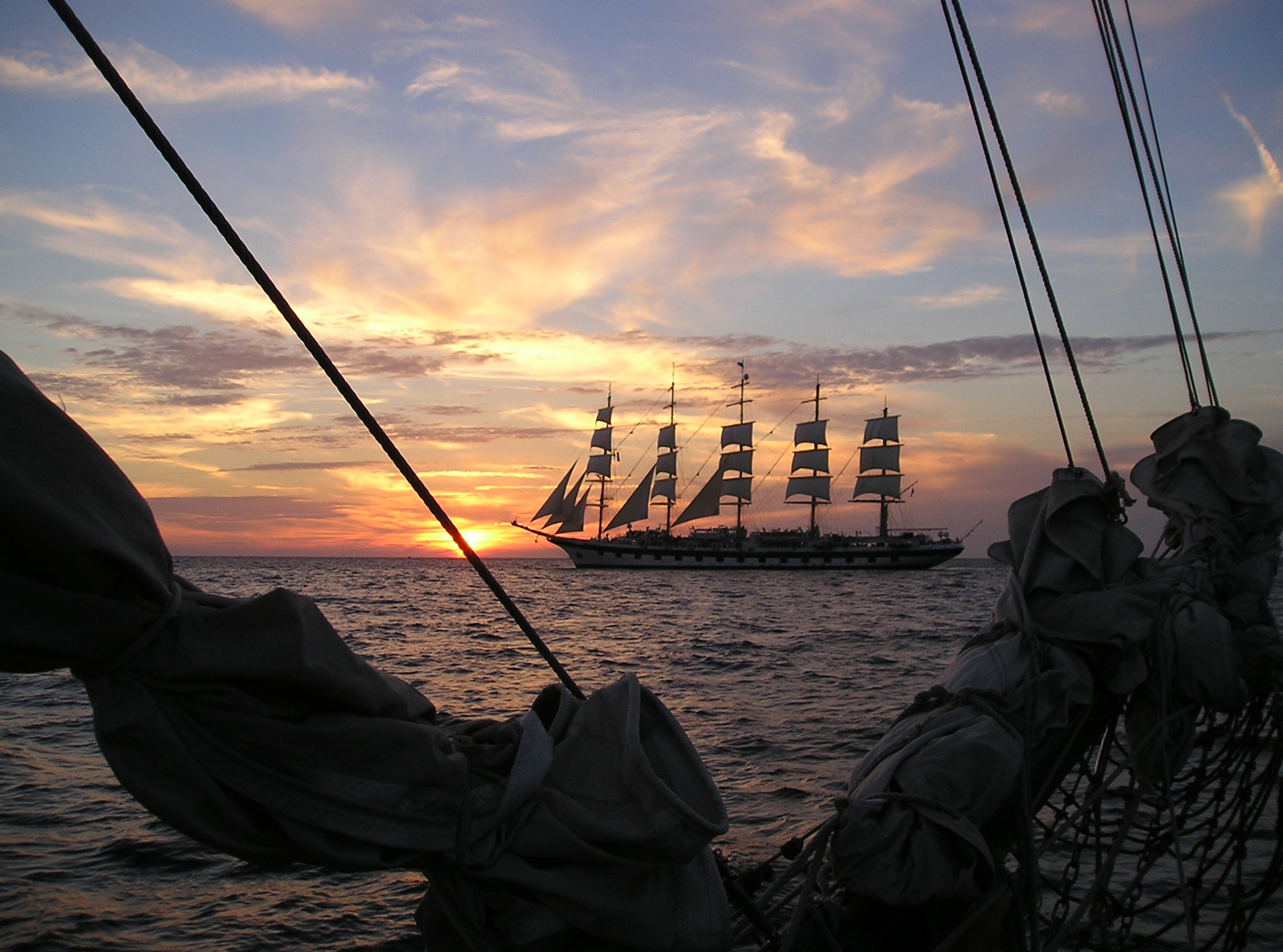
Die Royal Clipper vor Pula

Ein Vollschiff ist ein Großsegler mit mindestens drei, sämtlich vollständig rahgetakelten Masten. Die Zahl der Rahen kann dabei variieren: Bei ungeteilten Mars- und Bramsegeln mit Royals (Schiffstyp Klipper) sind es vier, bei geteilten Mars- und Bramsegeln (modernes Windjammerrigg) sechs, beim Jubiläumsrigg fünf Rahen (keine Royalsegel). Der hinterste (achterste) Mast trägt ein zusätzliches Gaffelsegel (Besansegel) zur Unterstützung von Wende- und Halsemanövern. Neben dem Gaffelsegel trägt ein Rahsegler weitere Schratsegel als sogenannte Stagsegel, das sind an den Stagen befestigte Segel: vom Bugspriet zum Fockmast meist vier, selten fünf Klüversegel und zwischen den Masten typisch drei Stagsegel.

## Abgrenzung von anderen Schiffstypen und Bezeichnungen
Schiffe mit einer größeren Anzahl an Masten heißen „Viermastvollschiff“ bzw. „Fünfmastvollschiff“. Ein mindestens dreimastiges rahgetakeltes Segelschiff, dessen Besanmast  ausschließlich über Schratsegel und nicht über Rahsegel verfügt, wird als Bark (bzw. Viermastbark oder Fünfmastbark) bezeichnet und üblicherweise nicht zu den Vollschiffen gerechnet (Ausnahmen begegnen zuweilen bei Vier- und Fünfmastbarken); ein Segelschiff mit nur zwei rahgetakelten Masten (und keinem weiteren schratgetakelteten Mast) wird Brigg genannt. Eines mit nur einem rahgetakelten und keinem weiteren schratgetakelten Mast ist ein Kutter.

## Mastfolge
Die Mastfolge eines Vollschiffs von vorne nach achtern ist:
- Fockmast, Großmast, Kreuzmast

Das Viermastvollschiff hat an dritter Position den „Achtermast“:
- Fockmast, Großmast, Achtermast, Kreuzmast

Er wird zuweilen auch als „Hauptmast“ bezeichnet, wegen der geraden Mastzahl jedoch nie „Mittelmast“. An vierter und letzter Position befindet sich der „Kreuzmast“. Eine andere Benennung der Masten eines viermastigen Vollschiffs lautet: Fockmast, Großmast, Kreuzmast und Jagermast (siehe auch Segelplan), ist aber aus dem Englischen abgeleitet, wo der vierte Mast jigger mast („Tanzermast“) heißt.
Viermastvollschiffe wie die Drumcliff (Bj. 1887, als Omega 1898 zu Rhedereigesellschaft von 1896) und die Ellesmere (Bj. 1886, als Schiffbek 1898 zu Knöhr & Burchard, Hamburg) wurden zu Viermastbarken umgeriggt, als sie nach Deutschland kamen.
Das Fünfmastvollschiff hat als weiteren Mast den Mittelmast. Abgesehen von dem Luxuskreuzfahrtschiff Royal Clipper gab es in der Welthandelsflotte nur ein Exemplar dieses Typs: die Preußen:
- Fockmast, Großmast, Mittelmast, Achtermast (Hauptmast), Kreuzmast – Standardbenennung

An Bord der Preußen nannte man zu Ehren der Reederei F. Laeisz den vierten Mast statt Achtermast den Laeisz-Mast, was man auch mit dem vierten Mast der Potosi, einer Fünfmastbark, dem Kreuzmast, tat:
- Fockmast, Großmast, Mittelmast, Laeisz-Mast, Kreuzmast.

## Geschichtliche Entwicklung
Die Ursprünge der dreimastigen Takelung lassen sich bis ins 15. Jahrhundert zurückverfolgen, wo dreimastige Schiffe mit Rahsegeln an den ersten beiden und einem Lateinersegel am letzten Mast erstmals auftauchten. Mit größer werdenden Schiffen wurden alle Masten nach und nach um weitere Segelstockwerke von Rahsegeln ergänzt. Zu Beginn des 17. Jahrhunderts bekam dann auch der hinterste Mast ein Rahsegel oberhalb des Lateinersegels. Letzteres wurde dann im Verlauf des 18. Jahrhunderts durch ein Gaffelsegel ersetzt, so dass von da an das Vollschiff in seiner heutigen Form vorlag. Aber diese Form der Takelung wurde nach den Fregatten, Fregatttakelung oder Fregattschiff genannt, den Begriff Vollschiff gab es noch nicht. Dieser wurde erst um die Mitte des 19. Jahrhunderts in amtlichen Dokumenten eingeführt. Die Ursachen sind undeutlich.

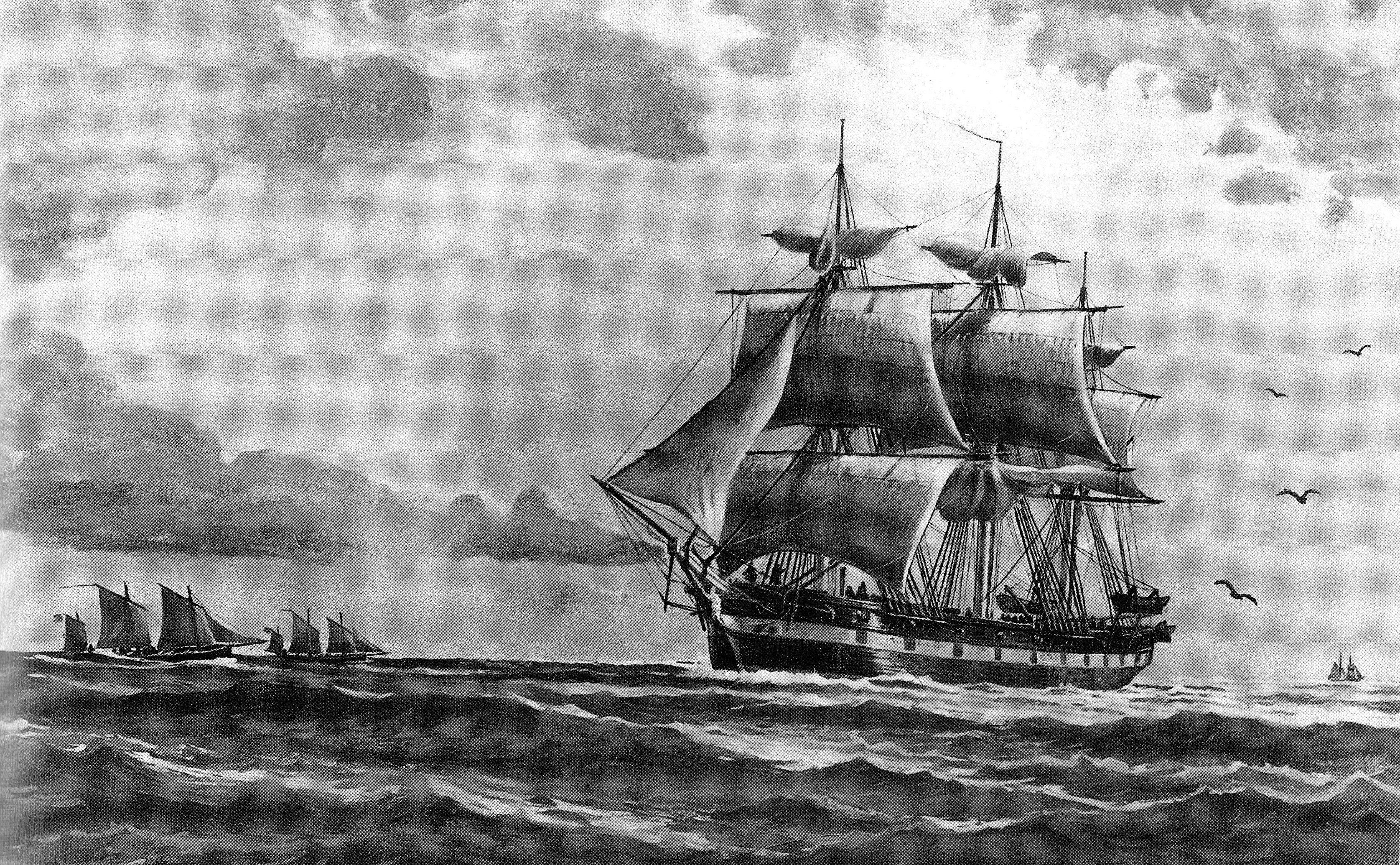
SMS Mercur der Preußischen Kriegsmarine Gemälde von Lüder Arenhold um 1905

Als die Windjammer größer wurden und ein Schiff mit drei Masten zu übergroßen Rahen und Segeln führte, wurden Viermastvollschiffe gebaut. Aber es zeigte sich, dass die Rahsegel am vierten Mast ungünstig waren und das Schiff sich schwer steuern ließ. Zudem waren die Rahsegel am letzten Mast generell schwierig zu bedienen, und der Schiffstyp war personalintensiver. Deshalb wurde der Segelschiffstyp Viermastbark für die großen Windjammer bevorzugt (z. B. die Sedov und die Kruzenshtern). Heute fahren noch einige Vollschiffe als Segelschulschiffe, Viermastvollschiffe gibt es in Fahrt keine mehr. Das letzte überlebende Schiff dieses Typs, die Falls of Clyde, liegt als Museumsschiff in Honolulu (Hawaii).
Die Royal Clipper der Reederei „Star Clippers“, ein Luxus-Kreuzfahrtschiff mit einem Rigg (2 Masten mit 5 Rahen, 2 Masten mit 6 Rahen und ein Mast mit nur 4 Rahen) ähnlich dem eines fünfmastigen Vollschiffes (alle Masten mit min. 5 Rahen), wurde der Preußen nachempfunden; die Viermaster dieser Reederei, die Star Flyer und die Star Clipper, sind Viermast-Stagsegel-Barkentinen.

## Segeltechnisches
Das Maß, wie hoch oder hart ein Rahschiff am Wind segelt, bestimmt die Stellung der Rahen. Ein schratbesegeltes Schiff (Schoner) kann deshalb viel höher am Wind segeln, da seine Segel parallel zur Schiffslängsachse stehen können, Rahen jedoch immer dazu einen Winkel bilden.

## Bekannte Vollschiffe
- (Dreimast-)Vollschiffe
  - Af Chapman, Stapellauf 1888 in Whitehaven, Cumbria (England), heute in Stockholm als Jugendherberge vertäut
  - Khersones, Stapellauf 1989, Heimathafen Kertsch, Ukraine
  - Cutty Sark (Klipper), Stapellauf 1869, Heimathafen London, 2007 fast vollständig ausgebrannt.
  - Christian Radich, Stapellauf 1937, Heimathafen Oslo, Norwegen
  - Dar Młodzieży, Stapellauf 1982, Heimathafen Gdynia, Polen
  - Dar Pomorza, Stapellauf 1909, Heimathafen Gdynia, Polen
  - Druzhba, Stapellauf 1987, Heimathafen Odessa
  - Duchesse Anne, Stapellauf 1901, ex Großherzogin Elisabeth, Dünkirchen, Frankreich
  - Georg Stage II, Stapellauf 1934, Heimathafen Kopenhagen, Dänemark
  - Mir, Stapellauf 1987, Heimathafen Sankt Petersburg
  - Libertad, Stapellauf 1956, Heimathafen Buenos Aires, Argentinien
  - Rickmer Rickmers, Stapellauf 1896, Museumsschiff in Hamburg (1904 zur Bark umgeriggt)
  - Schulschiff Deutschland, Stapellauf 1927, maritimes Kulturdenkmal im Neuen Hafen, Bremerhaven
  - Sørlandet, Stapellauf 1927, Heimathafen Kristiansand, Norwegen
  - Stad Amsterdam, Stapellauf 2000, nachgebauter Ostindien-Klipper
- Viermastvollschiffe
  - Peter Rickmers, Stapellauf 1889, einziges je für einen deutschen Reeder gebautes Viermastvollschiff, 1908 vor New York gestrandet und ausgebrannt
  - Falls of Clyde, Stapellauf 1878 in Port Glasgow, Museumsschiff seit 1968 in Honolulu, Hawaii. 1899 zur Viermastbark umgeriggt
- Fünfmastvollschiffe
  - Preußen, Flying-P-Liner der Reederei F. Laeisz, 1902–1910
  - Royal Clipper, Luxus-Kreuzfahrtschiff mit fünf rahgetakelten Masten, Reederei „Star Clippers“